# Kenyon A. Joyce

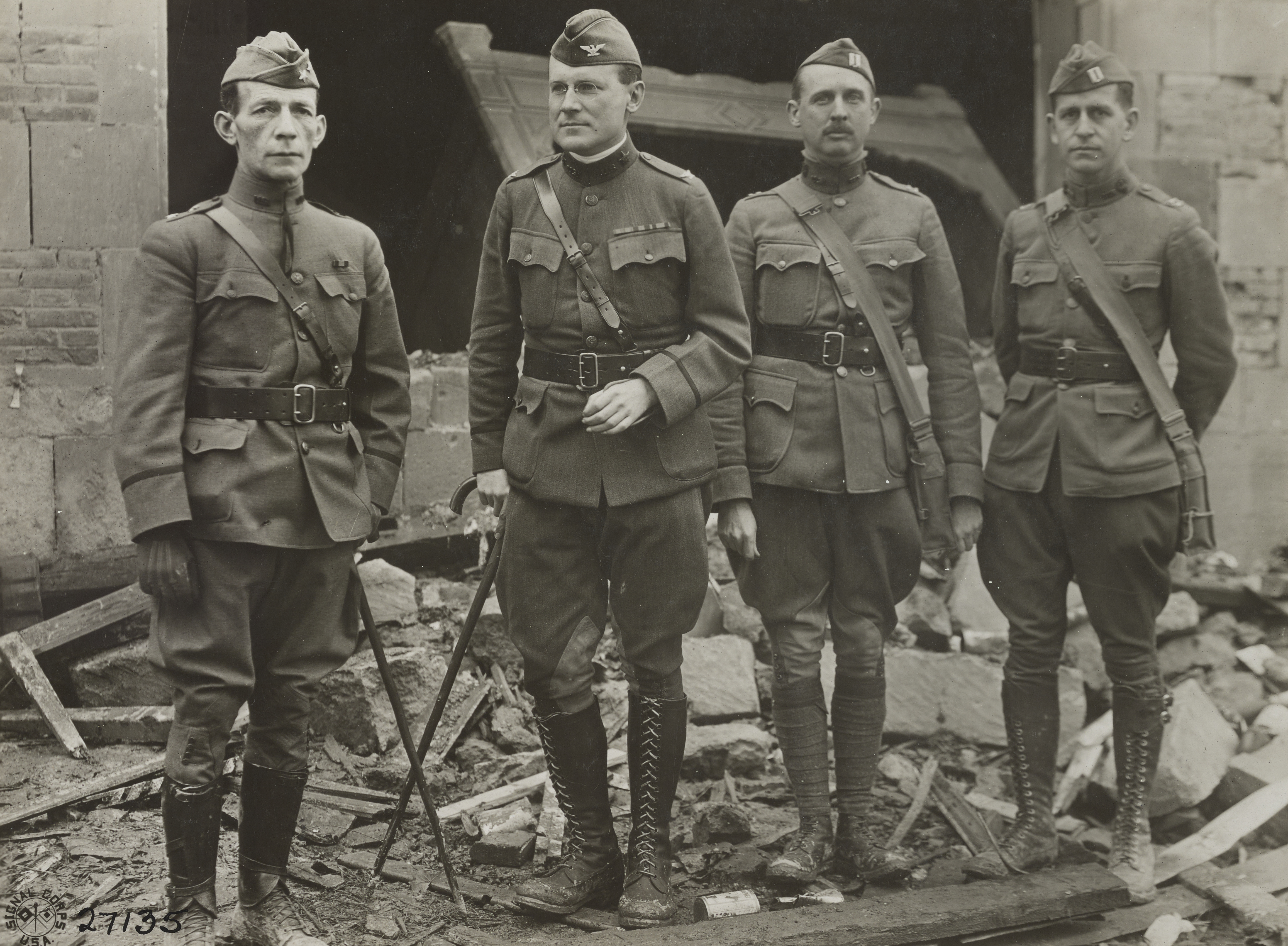
Kenyon Joyce 2. v. links im Oktober 1918

Kenyon Ashe Joyce (* 3. November 1879 in Brooklyn, New York City, New York; † 11. Januar 1960 in San Francisco, Kalifornien) war ein Generalmajor der United States Army. Er war unter anderem Kommandeur der 1. US-Kavalleriedivision und des IX. Korps.
Zur Zeit des Spanisch-Amerikanischer Kriegs diente Kenyon Joyce als einfacher Soldat in einer Infanterieeinheit aus Illinois. Anschließend nahm er am Philippinisch-Amerikanischen Krieg teil. Am 2. Februar 1901 wurde er als Leutnant in das Offizierskorps des US-Heeres aufgenommen und der Kavallerie zugeteilt. In der Armee durchlief er anschließend alle Offiziersränge vom Leutnant bis zum Zwei-Sterne-General.
In seinen jüngeren Jahren absolvierte er den für Offiziere in den niederen Rangstufen üblichen Dienst in verschiedenen Einheiten und Standorten in den Vereinigten Staaten. Im Jahr 1906 war er in Montana am Little Powder River an einer der letzten Aktionen gegen die Indianer beteiligt. Während des Ersten Weltkriegs war er mit den American Expeditionary Forces in Europa eingesetzt. Zwischen Oktober 1917 und Januar 1919 war er nacheinander Stabschef bei drei Infanteriedivisionen. Er war an mehreren Kampfhandlungen beteiligt und wurde durch eine Granate schwer verwundet.
Nach seiner Rückkehr in die Vereinigten Staaten setze Joyce seine Offizierslaufbahn an verschiedenen Standorten und in verschiedenen Funktionen fort. Zwischen 1924 und 1927 war er Militärattaché an der amerikanischen Botschaft in London. Im Jahr 1933 begann seine Zeit als Kommandeur größerer Truppenverbände. Zwischen dem 8. Juni 1933 und dem 15. Juni 1936 kommandierte er das 3. Kavallerieregiment. Es folgte das Kommando über die 1. Kavalleriebrigade, das er zwischen Januar 1937 und November 1938 innehatte. Im November 1938 übernahm er als Nachfolger von Ben Lear den Oberbefehl über die 1. Kavalleriedivision. Dieses Amt bekleidete er bis Oktober 1940. Nachdem er sein Kommando an Robert C. Richardson übergeben hatte, übernahm Kenyon Joyce den Oberbefehl über das IX. Korps, den er bis April 1942 innehatte. In diese Zeit fiel der amerikanische Eintritt in den Zweiten Weltkrieg.
Nach seiner Zeit als Kommandeur des IX. Korps erhielt Joyce am 9. April 1942 das Kommando über den 9th Service Command, das er bis November 1943 behielt. Anschließend ging er nach Erreichen der Altersgrenze für Offiziere in den Ruhestand. Für einige Zeit war er danach Leiter der Alliierten Kontrollmission in Italien (President of the Allied Control Commission for Italy).
Kenyon Joyce starb am 11. Januar 1960 und wurde auf dem amerikanischen Nationalfriedhof Arlington beigesetzt.

## Orden und Auszeichnungen
Kenyon Joyce erhielt im Lauf seiner militärischen Laufbahn unter anderem die Army Distinguished Service Medal und das französische Croix de Guerre.